# Zbiór dominujący
Zbiór dominujący (ang. Dominating set) grafu {\displaystyle G} – taki podzbiór {\displaystyle V'} zbioru wierzchołków {\displaystyle V,} że każdy wierzchołek, który nie należy do {\displaystyle V'} ma w tym zbiorze co najmniej jednego sąsiada (jest połączony krawędzią z przynajmniej jednym wierzchołkiem z {\displaystyle V'}).
Liczba dominowania (ang. Domination number) grafu {\displaystyle G} – liczba wierzchołków w najmniejszym zbiorze dominującym grafu {\displaystyle G.} Liczba dominowania jest oznaczana jako {\displaystyle \gamma (G)}.
Zbiór totalnie dominujący (ang. Total dominating set) grafu {\displaystyle G} – taki zbiór dominujący {\displaystyle V'} w którym każdy wierzchołek z {\displaystyle V'} ma co najmniej jednego sąsiada w {\displaystyle V'.} Oznacza to, że każdy wierzchołek z {\displaystyle V'} jest incydentalny do innego wierzchołka z {\displaystyle V'}.
Liczba totalnego dominowania (ang. Total domination number) grafu {\displaystyle G} – liczba wierzchołków w najmniejszym zbiorze totalnie dominującym grafu {\displaystyle G.} Liczba totalnego dominowania jest oznaczana jako {\displaystyle \gamma _{t}(G)}.

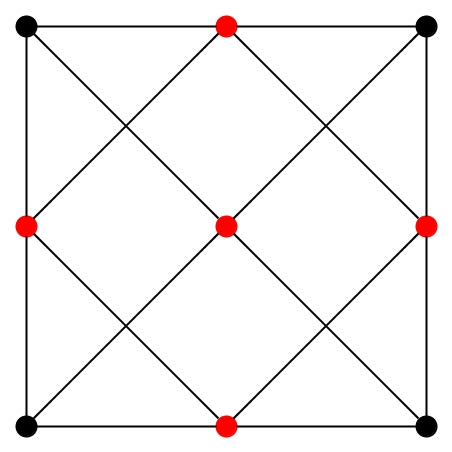
Przykładowy zbiór dominujący (nie totalnie) w grafie
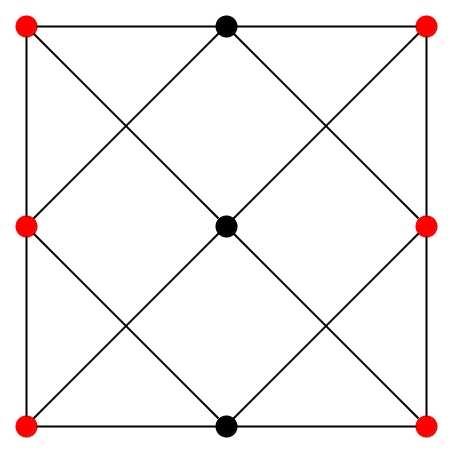
Przykładowy zbiór totalnie dominujący w grafie
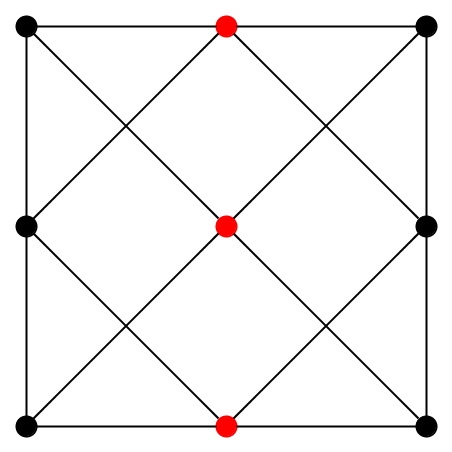
Najmniejszy zbiór dominujący (nie totalnie), liczba dominowania – 3
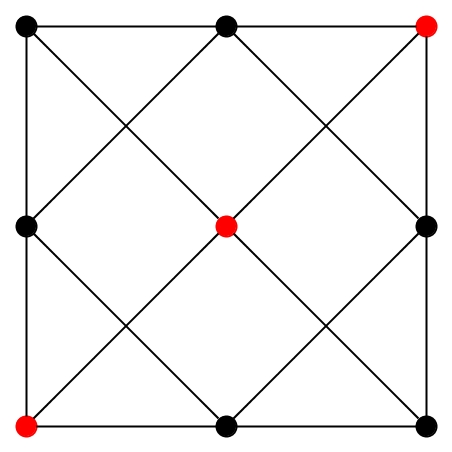
Najmniejszy zbiór totalnie dominujący, liczba totalnego dominowania – 3